# Max Wright
Max Wright (Detroit, Michigan, 1943. augusztus 2. – Hermosa Beach, Kalifornia, 2019. június 26.) amerikai színész. Magyarországon leginkább az Alf című szituációs komédia Willie Tannerjeként ismert.

## Életpályája
Az Alf mellett látható volt különböző televíziós sorozatokban, mint a WKRP in Cincinnati, Misfits of Science, AfterMASH, Buffalo Bill és a The Norm Show. Mellékszereplőként egy orvost alakított a Stephen King regényéből készített Végítélet című minisorozat két részében. Látható volt a Jóbarátok szituációs komédia első és második évadában, mint Terry, a Central Perk tulajdonosa, valamint ő játszotta Guenter Wendtet az HBO 1998-as miniszériájában, az A végtelen szerelmesei – Az Apolló-programban. Fontos szerepe volt még Playing for Time című tévéfilmben, ahol Josef Mengelét keltette életre.
1965-ben házasodott meg. Felesége, Linda Ybarrondo 2017-ben halt meg, mellrákban. Két gyermekük született: Ben és Daisy.
1995-ben limfómát diagnosztizáltak nála, amelyet sikeresen kezeltek és 2019-ig tünetmentes volt. 2019-ben kiújult betegsége, és június 26-án, 75 évesen hunyt el otthonában, a kaliforniai Hermosa Beach-en.

## Válogatott filmográfia

### Filmek
| Bemutató | Cím                       | Magyar cím                         | Szerep                    | Magyar hang                                                   | Rendező           |
| -------- | ------------------------- | ---------------------------------- | ------------------------- | ------------------------------------------------------------- | ----------------- |
| 1979     | Last Embrace              | Utolsó ölelés                      | Ingázó                    | N/A                                                           | Jonathan Demme    |
| 1979     | All That Jazz             | Mindhalálig zene                   | Joshua Penn               | Schnell Ádám                                                  | Bob Fosse         |
| 1980     | Simon                     | Simon                              | Leon Hundertwasser        | N/A                                                           | Marshall Brickman |
| 1981     | Reds                      | Vörösök                            | Floyd Dell                | N/A                                                           | Warren Beatty     |
| 1983     | The Sting II              | A nagy balhé 2.                    | Hotelalkalmazott          | N/A                                                           | Jeremy Kagan      |
| 1986     | Touch and Go              | Érints meg és menj!                | Lester                    | Kassai Károly                                                 | Robert Mandel     |
| 1986     | Soul Man                  | Fehér feketében                    | Dr. Aronson               | N/A                                                           | Steve Miner       |
| 1984     | The Boy Who Loved Trolls  | A troll és a kisfiú (TV-film)      | Titkár                    | N/A                                                           | Harvey S. Laidman |
| 1994     | The Shadow                | Az Árnyék                          | Berger                    | Juhász Tóth Frigyes (1. szinkron) Beratin Gábor (2. szinkron) | Russell Mulcahy   |
| 1994     | White Mile                | Bátorság próba (TV-film)           | Bill Spencer              | Pataki Imre                                                   | Robert Butler     |
| 1995     | Grumpier Old Men          | Még zöldebb a szomszéd nője        | Közegészségügyi felügyelő | Horányi László                                                | Howard Deutch     |
| 1995     | A Mother's Gift           | Talentum (TV-film)                 | Herman Mandelbrot         | N/A                                                           | Jerry London      |
| 1997     | Dead by Midnight          | A halál éjfélkor érkezik (TV-film) | Dr. Jonas Reilly          | N/A                                                           | Jim McBride       |
| 1999     | A Midsummer Night's Dream | Szentivánéji álom                  | Kórász Róbert, szabó      | Verebély Iván                                                 | Michael Hoffman   |
| 1999     | Snow Falling on Cedars    | Hó hull a cédrusra                 | Horace Whaley             | N/A                                                           | Scott Hicks       |

### Televíziós sorozatok
- 1999–2001 – Norm Show – Max Denby (49 részben)
- 1998 – Megőrülök érted – Férfi a liftben (1 részben)
- 1998 – A végtelen szerelmesei – Az Apolló-program... Guenter Wendt (minisorozat; 1 részben)
- 1996 – A kiválasztott – Az amerikai látnok...  Mike Garfield polgármester (1 részben)
- 1994;1995 – Jóbarátok... Terry (2 részben)
- 1994 – Végítélet... Dr. Herbert Denninger (minisorozat; 2 részben)
- 1992 – Quantum Leap – Az időutazó... Doc Kinman  (2 részben)
- 1991 – Gyilkos sorok... Gerald Yelverton (1 részben)
- 1986–1990 – Alf... Willie Tanner (103 részben; magyar hangja: Verebély Iván (1. szinkron), Tarján Péter (2. szinkron))
- 1986 – Cheers... Jim Fleener (2 részben)
- 1982 – Taxi... Mr. Ambrose  (1 részben)